# Zaberfeld
Zaberfeld – miejscowość i gmina w Niemczech, w kraju związkowym Badenia-Wirtembergia, w rejencji Stuttgart, w regionie Heilbronn-Franken, w powiecie Heilbronn, wchodzi w skład związku gmin Oberes Zabergäu. Leży w Zabergäu, nad rzeką Zaber, ok. 25 km na południowy zachód od Heilbronn.